# Shinji Morita
Shinji Morita (森田 真司 Morita Shinji?), född 24 juni 1987 i Kanagawa prefektur, är en japansk fotbollsspelare.
Morita började sin karriär 2006 i New Wave Kitakyushu. Efter New Wave Kitakyushu spelade han för Tochigi Uva FC, YSCC Yokohama och Grulla Morioka. Han avslutade karriären 2014.